# Yōhei Ōnishi
Yōhei Ōnishi (jap. 大西 容平 Ōnishi Yōhei; ur. 30 października 1982) – japoński piłkarz występujący na pozycji pomocnika.

## Kariera klubowa
Od 2005 do 2015 roku występował w klubach Ventforet Kofu i Kataller Toyama.